# لاودا-كونيغسهوفن
لاودا كونيغزهوفن (بالألمانية: Lauda-Königshofen) هي بلدة ألمانية ومدينة تقع في ألمانيا في Main-Tauber-Kreis.[بحاجة لمصدر] يقدر عدد سكانها بـ 15,052 نسمة .

## أعلام
- مانويلا روبن
- هاينريش إيرلر
- فريتز شتاين
- رولاند جيربر